# I'm Broken
«I'm Broken» es una canción de la banda estadounidense de groove metal de su álbum Far Beyond Driven, así como el primer sencillo sacado de este álbum.

## Origen de la canción
Darrell, guitarrista de la banda, comentó sobre el riff: 
El riff de I'm Broken fue, como la mayoría de grandes riffs que he escrito, un riff de prueba de sonido. Toqué el primer riff que se me pasó por la cabeza, entonces Vinnie comenzó a acompañarme con la batería, y Rex se unió también. No acabamos de componerla ahí, pero nos quedamos con el riff y en el estudio la terminamos de componer.
- Datos: Q2261037